# Gentile da Ripatransone
Gentile da Ripatransone (Ripatransone, ... – ...; fl. 1331) è stato un architetto italiano.
Il suo nome è legato essenzialmente alla costruzione nel 1331 della chiesa di San Salvatore di Morro d'Oro. Lo si desume da un'iscrizione recante la data e la dicitura Magister Gentilis de Ripatransoni. Nondimeno, lo storico dell'architettura Ignazio Carlo Gavini dubita di tale ricostruzione, ipotizzando che Gentile fosse il costruttore o l'impresario oppure, in relazione all'incisione del suo nome su un bassorilievo, uno scultore.